# دهنو بهزادي (مقاطعة فهرج)
دهنو بهزادي (بالفارسية: دهنو بهزادی) هي قرية تقع في البلدة المركزية في إيران. يقدر عدد سكانها بـ 1,167 نسمة .